# Anell de casament

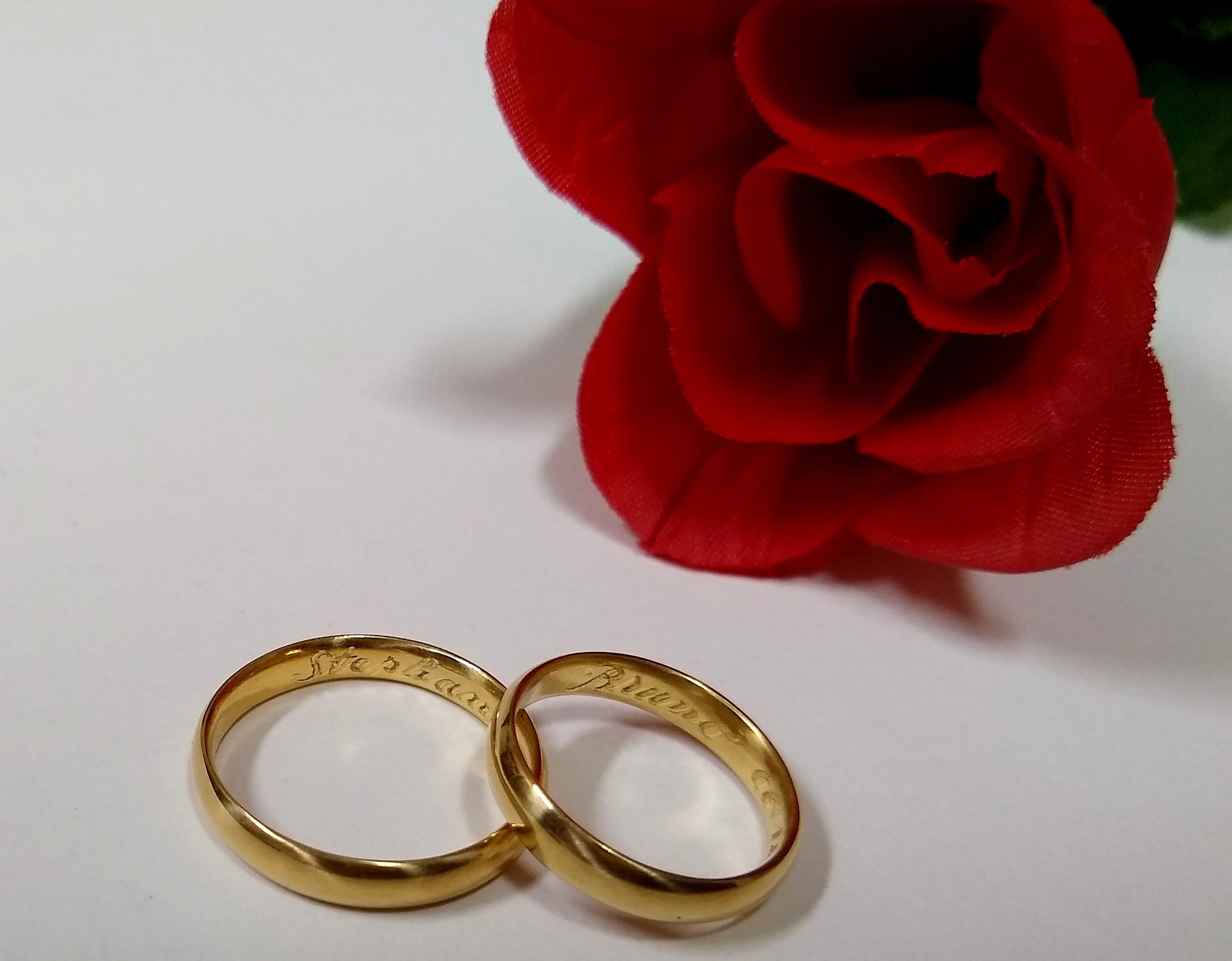
Un parell d'anells de casament d'or.

Un anell de casament és un anell utilitzat com a símbol en la celebració d'un casament. Representa el compromís entre les persones contraents. També rep el nom d'aliança. El costum estableix que la parella ha de lliurar-se mútuament anells com a símbol d'aliança matrimonial, posant-se'ls durant la cerimònia nupcial. L'anell matrimonial es col·loca al dit anular. Diferents tradicions empren una mà o l'altra, variant el costum d'acord amb les zones. Als Països Catalans es porta a la mà esquerra, com a França, mentre que a la Corona de Castella es porta a la mà dreta, com a Alemanya. En canvi, es tracta simplement d'un costum que no és essencial en la celebració del matrimoni: l'absència del ritu no invalida el consentiment donat a la cerimònia i, per tant, el matrimoni celebrat sense l'intercanvi dels anells seria perfectament vàlid. Aquests anells tradicionalment són d'or i menys freqüentment de platí o plata. Solen ser llisos i còmodes de portar, ja que la majoria de les persones els porten sempre posats.

## Història
Aquesta cerimònia era observada ja pels romans abans de la introducció del cristianisme i també fou coneguda pels jueus. L'ús dels anells era molt estès entre els romans, no com a guarniment, sinó per segellar les cartes, instruments i altres elements, ja que s'hi duia obert el mateix segell i solien intercanviar-los en la subscripció dels contractes en lloc de penyores i arres, perquè era quelcom que sempre tenien a mà.
D'aquí el costum que l'espòs donés l'anell a l'esposa en penyora dels matrimoni contret, significant al mateix temps amb aquest lliurament que li encarregava la custòdia del parament. Efectivament, segons Climent Alexandrí, se solia donar l'anell a la dona no com a joia sinó per segellar les coses de la casa, non ornatus gratia, sed uí obsignaret qua domi erant, ja que era pràctica comuna assegurar amb el segell les arques, calaixos i altres llocs on que es conservava la provisió de comestibles, per evitar tota sostracció i pèrdua en mans dels esclaus. Així doncs, l'anell era senyal de la promesa de matrimoni i amb el seu lliurament l'espòs s'assegurava l'esposa, unint amb aquesta penyora els seus cors. Per això, els cristians solien gravar-hi el signe de la fe, que era tingut per símbol d'amor mutu i concòrdia; i d'aquí es creu que va sorgir també posar-lo i dur-lo en el dit anular de la mà esquerra, per haver-hi una vena que arribava fins al cor, segons deia sant Isidor.
L'anell nupcial, en temps de Plini, era de ferro i no duia cap pedra, però en el segon segle de l'Església ja era d'or.

## Costums culturals

### Costums de la cerimònia de casament
En algunes tradicions, el padrí de noces o la dama d'honor han de cuidar dels anells de compromís de la parella i presentar-los en el moment simbòlic de la lliurament i recepció dels anells durant la cerimònia tradicional de casament. En casaments més elaborats, el portador de l'anell (sovint un membre de la família del nuvi o de la núvia) pot ajudar en l'exhibició cerimonial dels anells durant la cerimònia, de vegades sobre un coixí especial.
En el cristianisme occidental, l'intercanvi d'anells de compromís es realitza durant el ritu d'obligació, mentre que els anells de casament es lliuren durant la pròpia celebració del matrimoni sagrat. Entre els cristians ortodoxos orientals, els luterans orientals i els catòlics orientals, l'intercanvi d'anells tècnicament no forma part del servei matrimonial, sinó que es realitza durant el compromís. Aquest és sempre un conjunt de dos anells regalats pel sacerdot o el padrí de noces. A diferència de la majoria d'altres esglésies ortodoxes, l'Església Ortodoxa Oriental de Grècia recentment ha deixat de beneir els compromisos per separat i ara la cerimònia del compromís és la part inicial del servei de casament.

### Costums després del casament
Després de contraure matrimoni, l'anell de casament es porta a la mà a la qual es va posar durant la cerimònia. En posar els anells als dits anulars, els cònjuges casats simbolitzen el seu amor i fidelitat de per vida. Aquest símbol té un significat social i actualment es considera una qüestió de tradició i etiqueta, fins al punt que la seva absència sovint s'interpreta com a signe que una persona és soltera. Molts cònjuges porten els seus anells de casament de dia i de nit. No és infreqüent que alguns cònjuges, especialment aquells que tenen professions que fan perillós portar anells, com actors, policies i electricistes, no portin els anells als dits, sinó que els porten en una cadena al coll. Des del segle XIX, a Occident es considera de mala sort treure's l'anell de casament un cop s'ha posat al dit a l'església.